# Shell Grotto

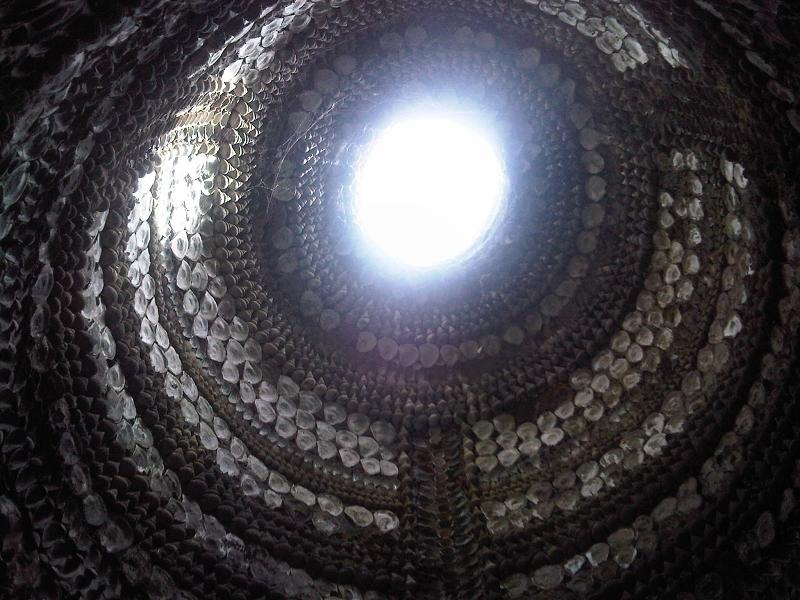
La Cupola all'interno della Grotta delle Conchiglie

La Shell Grotto è una grotta di conchiglie sotterranea decorata a Margate, nel Kent, Regno Unito. Quasi tutta la superficie delle pareti e del tetto è ricoperta da mosaici realizzati interamente con conchiglie, per un totale di circa 190 metri quadri di mosaico, coperti da 4,6 milioni di conchiglie. Fu scoperto nel 1835, ma restano ignoti il periodo a cui risale e il suo scopo. La grotta è un monumento classificato ed è aperto al pubblico.

## Panoramica

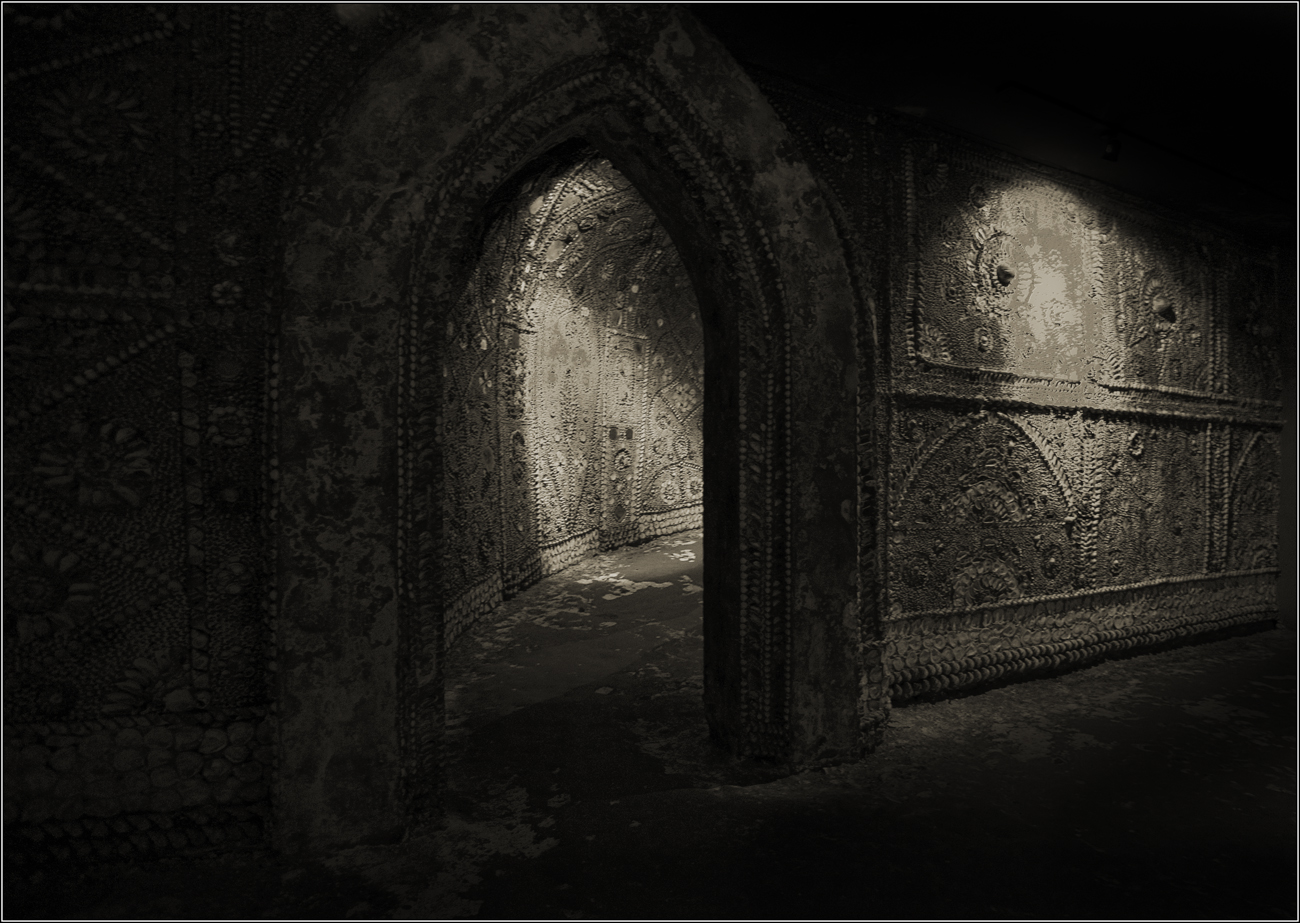
All'interno della grotta delle conchiglie

La Shell Grotto è costituita da un tortuoso passaggio sotterraneo, di circa 2,4 m altezza e 21 m di lunghezza, terminante in una stanza rettangolare, denominata Camera dell'altare e che misura circa 5 metri per 6. 
Gli scavi sono interamente sotterranei. I gradini all'estremità superiore conducono a un passaggio di circa 1,07 m largo, grossolanamente scavato nel gesso, che si snoda a serpentina fino a raggiungere un arco, le cui pareti e il cui tetto da qui in avanti sono ricoperti dal mosaico di conchiglie. L'arco conduce a quella che è conosciuta come la Rotonda, una colonna circolare centrale, che si incontra sul lato più lontano della Cupola, un pozzo che sale in superficie, coperto per consentire alla luce del giorno di entrare nella struttura. La pianta della base della Cupola è triangolare, equilatera e con un arco al centro di ogni lato. I due archi laterali sono quelli che conducono dalla Rotonda, mentre l'arco alla base immette nel passaggio a serpentina. Questo passaggio, con le sue pareti curve e le volte ad arco, è ricco di mosaici che formano vari disegni. Alla fine del passaggio a serpentina, un ulteriore arco conduce nella Camera Rettangolare. Qui la decorazione assume un carattere più geometrico, ma pur sempre finemente disegnato ed eseguito. I soggetti sono principalmente diversi astri e il sole.
Lo scopo della struttura è sconosciuto e varie ipotesi fanno risalire la sua costruzione a qualsiasi epoca negli ultimi 3000 anni. Le ipotesi includono che fosse la follia di un ricco del XVIII o XIX secolo; che fosse un calendario astronomico preistorico; che fosse collegato ai Cavalieri Templari o alla Massoneria. Nessuna datazione scientifica del sito è stata effettuata. 

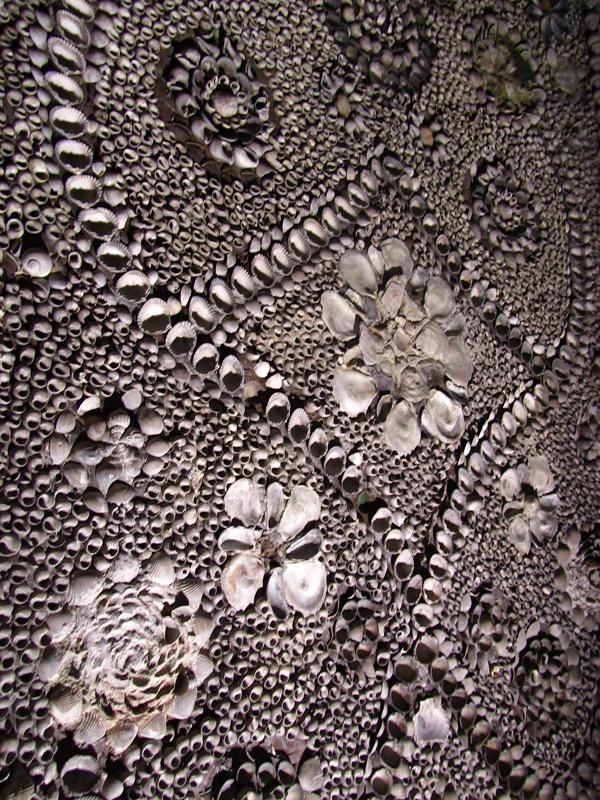
Un dettaglio delle conchiglie

Le conchiglie più frequentemente utilizzate in tutto il mosaico con cozze, vongole, buccini, patelle, capesante e ostriche sono in gran parte locali. Potrebbero essere state prese in numero sufficiente da quattro possibili baie: Walpole Bay a Cliftonville; Pegwell Bay soprattutto nella zona di Shellness Point, Cliffsend, vicino a Richborough; Sandwich Bay, Sandwich; e Shellness sull'isola di Sheppey. La maggior parte del mosaico è formata da littorina obtusata, che viene utilizzata per creare il riempimento dello sfondo tra i disegni. Tuttavia, questa conchiglia si trova raramente a livello locale, quindi potrebbe essere stata raccolta dalle coste a ovest di Southampton, dove è abbondante.
Annesso alla grotta c'è un museo moderno, un negozio di articoli da regalo e un bar.

## Storia
Ci sono resoconti contrastanti sulla scoperta della grotta, anche se la maggior parte concorda sul 1835. Il primo riferimento scritto della scoperta compare in un articolo del Kentish Mercury del 9 maggio 1838.
Da allora è rimasta di proprietà privata. 
Nel 1932 l'allora nuovo proprietario rilevò la grotta e poco dopo sostituì l'illuminazione elettrica a quella a gas che, nel corso dei decenni, aveva annerito le conchiglie un tempo colorate. Prove di pulizia dimostrano che nella maggior parte della grotta le conchiglie hanno perso il loro colore e sotto lo sporco e sono bianche. La struttura ha subito anche gli effetti della penetrazione dell'acqua, sebbene sia stata rimossa dal registro del Patrimonio a Rischio nel 2012 dopo un programma di conservazione quinquennale, svolto in collaborazione con English Heritage. 
"The Friends of the Shell Grotto" è stata costituita nel 2008 ed è un'associazione senza scopo di lucro istituita per promuovere, conservare e preservare la grotta in quanto monumento storico unico.